# Ferry III van Lotharingen
Ferry III van Lotharingen ook gekend als Frederik III van Lotharingen (circa 1240 - 31 december 1302) was van 1251 tot aan zijn dood hertog van Opper-Lotharingen.

## Levensloop
Ferry III was de enige zoon van hertog Mattheus II van Lotharingen en Catharina van Limburg, dochter van hertog Walram III van Limburg. In 1251 volgde hij zijn vader op als hertog van Opper-Lotharingen. Omdat hij nog minderjarig was, stond hij enkele jaren onder het regentschap van zijn moeder. In 1255 huwde Ferry met Margaretha, dochter van koning Theobald I van Navarra, die eveneens graaf van Champagne was.
Het huwelijk van Ferry met Margaretha betekende het begin van de verfransing van Lotharingen en dus ook van de spanningen tussen Franse en Duitse invloeden dat Lotharingen in zijn latere geschiedenis zou domineren. In 1284 huwde de nicht van Margaretha, koningin Johanna I van Navarra, met de latere koning Filips IV van Frankrijk, waardoor de relaties tussen Frankrijk en Lotharingen begon te groeien. De jarenlange loyaliteit tussen Lotharingen en het Heilige Roomse Rijk werd in de eerste helft van de 13e eeuw verbroken en Frankrijk begon een enorme invloed op Lotharingen uit te oefenen, wat zou leiden tot de aanhechting van Lotharingen aan Frankrijk in 1766.
Tijdens zijn bewind was Ferry III in oorlog met de bisschop van Metz. Deze oorlog kwam ten einde nadat Ferry III door paus Clemens IV werd geëxcommuniceerd en zijn gebieden onder interdict waren geplaatst.
In 1303 stierf Ferry III, waarna zijn zoon Theobald II hem opvolgde als hertog van Opper-Lotharingen.

## Nakomelingen
Ferry III en Margaretha kregen negen kinderen:
- Theobald II (1263-1312), hertog van Opper-Lotharingen
- Mattheus (overleden in 1282), heer van Beauregard
- Ferry (overleden in 1299), bisschop van Orléans
- Ferry (overleden rond 1320), heer van Plombières, Romont en Brémoncourt
- Gerard (overleden na 1317)
- Isabella (overleden in 1335), huwde in 1287 met hertog Lodewijk III van Neder-Beieren, vervolgens met heer Hendrik van Sully en daarna in 1306 met graaf Hendrik III van Vaudémont
- Catharina, huwde in 1290 met graaf Koenraad III van Fribourg
- Agnes, huwde met heer Jan II van Harcourt
- Margaretha, huwde met graaf Eberhard I van Württemberg

## Voorouders
| Voorouders van Ferry III van Lotharingen (1240-1302) | Voorouders van Ferry III van Lotharingen (1240-1302)                    | Voorouders van Ferry III van Lotharingen (1240-1302)                    | Voorouders van Ferry III van Lotharingen (1240-1302)                    | Voorouders van Ferry III van Lotharingen (1240-1302)                    | Voorouders van Ferry III van Lotharingen (1240-1302)                                   | Voorouders van Ferry III van Lotharingen (1240-1302)                                   | Voorouders van Ferry III van Lotharingen (1240-1302)                    | Voorouders van Ferry III van Lotharingen (1240-1302)                    |
| ---------------------------------------------------- | ----------------------------------------------------------------------- | ----------------------------------------------------------------------- | ----------------------------------------------------------------------- | ----------------------------------------------------------------------- | -------------------------------------------------------------------------------------- | -------------------------------------------------------------------------------------- | ----------------------------------------------------------------------- | ----------------------------------------------------------------------- |
| Overgrootouders                                      | Ferry I van Lotharingen (1143-1206) ∞ Ludmilla van Polen (1153-1223)    | Ferry I van Lotharingen (1143-1206) ∞ Ludmilla van Polen (1153-1223)    | Theobald I van Bar (1138-1214) ∞ Laurette van Loon (-1184)              | Theobald I van Bar (1138-1214) ∞ Laurette van Loon (-1184)              | Hendrik III van Limburg (1131-1121) ∞1136 Sophie van Saarbrücken (ca. 1132 - na 1214)) | Hendrik III van Limburg (1131-1121) ∞1136 Sophie van Saarbrücken (ca. 1132 - na 1214)) | Hendrik I van Namen (1112-1196) ∞ 1168 Agnes van Gelre (-)              | Hendrik I van Namen (1112-1196) ∞ 1168 Agnes van Gelre (-)              |
| Grootouders                                          | Ferry II van Lotharingen (-1213) ∞ Agnes van Bar (1177-1226)            | Ferry II van Lotharingen (-1213) ∞ Agnes van Bar (1177-1226)            | Ferry II van Lotharingen (-1213) ∞ Agnes van Bar (1177-1226)            | Ferry II van Lotharingen (-1213) ∞ Agnes van Bar (1177-1226)            | Walram III van Limburg (1180-1226) ∞ Ermesinde II van Namen (1186-1247)                | Walram III van Limburg (1180-1226) ∞ Ermesinde II van Namen (1186-1247)                | Walram III van Limburg (1180-1226) ∞ Ermesinde II van Namen (1186-1247) | Walram III van Limburg (1180-1226) ∞ Ermesinde II van Namen (1186-1247) |
| Ouders                                               | Mattheus II van Lotharingen (1193-1251) ∞ Catharina van Limburg (-1255) | Mattheus II van Lotharingen (1193-1251) ∞ Catharina van Limburg (-1255) | Mattheus II van Lotharingen (1193-1251) ∞ Catharina van Limburg (-1255) | Mattheus II van Lotharingen (1193-1251) ∞ Catharina van Limburg (-1255) | Mattheus II van Lotharingen (1193-1251) ∞ Catharina van Limburg (-1255)                | Mattheus II van Lotharingen (1193-1251) ∞ Catharina van Limburg (-1255)                | Mattheus II van Lotharingen (1193-1251) ∞ Catharina van Limburg (-1255) | Mattheus II van Lotharingen (1193-1251) ∞ Catharina van Limburg (-1255) |